# Ixchiguán
Ixchiguán ist ein Ort und ein Municipio im Departamento San Marcos in Guatemala. Der Ort liegt rund 300 km nordwestlich von Guatemala-Stadt und knapp 40 km nordwestlich der Departaments-Hauptstadt San Marcos im Hochland der Sierra Madre auf 3200 Metern Höhe. Ixchiguán ist das am höchsten gelegene Gebirgsdorf Guatemalas und Zentralamerikas. Der Ort wurde um 1750 von Schafhirten aus dem benachbarten Tajumulco gegründet und 1933 zum Municipio erhoben.
Ixchiguán ist von San Marcos aus über eine Landstraße zu erreichen, die östlich des Vulkans Tajumulco über La Grandeza und Serchil und den 3400 Meter hohen Pass Cumbre de Cotzil in den abgelegenen Norden des Departamentos führt. In der Nähe des Passes entspringt unter anderem der Río Suchiate, der ab dem Grenzübergang bei Unión Juárez bis zur Pazifikküste die Grenze zwischen Guatemala und Mexiko bildet.
In dem 184 km² großen Municipio Ixchiguán leben rund 30.000 Menschen, von denen der Großteil Mam-Mayas sind. Neben dem Hauptort besteht das Municipio aus den Landgemeinden (Aldeas) Calapte, Choapequez, San Antonio und Tuichan mit insgesamt rund 45 Weilern. Wegen der abgelegenen Lage im Hochland ist die Wirtschaft unterentwickelt; viele Einwohner sind im Lauf der Zeit in andere Departamentos, nach Mexiko und in die USA ausgewandert, insbesondere nach Worthington in Minnesota.
Angrenzende Municipios sind Tacaná und San José Ojetenam im Norden, Tejutla im Osten, San Marcos und Tajumulco im Süden, sowie Sibinal im Westen.